# No Comment (гурт)
No Comment — американський павервайоленс-гурт із Північного Голлівуду, Каліфорнія, який діяв з 1987 до 1993 року.

## Історія
Разом з іншими павервайоленс-гуртами, такими як Crossed Out, Capitalist Casualties та Man Is The Bastard, No Comment, завдяки своєму агресивному музичному та концептуальному підходу до хардкор-панку, вплинули на те, що в майбутньому стало «павервайоленсом Західного узбережжя». Вокаліст гурту Ендрю Бітті зізнався, що йому подобається як метал, так і хардкор, але водночас він ненавидить напрямок, який взяли кросовер-гурти, такі як Dirty Rotten Imbeciles та Discharge, поєднавши два стилі. Бітті заявив, що його гурт «просто хотів показати, що хардкор ще живий, але справжньої „сцени наприкінці 80-х років“ не було».

### Розпад
У 1993 році No Comment був розформований, Ендрю Бітті продовжив займатися іншими музичними проєктами, такими як Man Is the Bastard, Low Threat Profile (з учасниками Infest), Dead Language (з учасниками Iron Lung та Walls) та останнім часом Dead Man's Life (з учасниками Life In A Burn Clinic, The Grim, Dead Lazlo's Place, For Sale, FYP, Co-Ed, La Motta, It's Casual, Revolution Mother та Buford). Однак за цей час були опубліковані деякі неопубліковані студійні та концертні записи.

## Спадщина і вплив
За словами басиста/вокаліста Spazz, Кріса Доджа (який засновником та керівником головного лейблу павервайоленс-сцени Slap-a-Ham Records), павервайоленс досяг свого піку в середині 1990-х років, приблизно в той час, коли No Comment випустили свій знаменитий EP Downsided на Slap-a-Ham Records. XLR8R описав Downsided як «беззаперечний доказ неймовірної агресії павервайоленсу». У музичній базі метаданих Rate Your Music у рейтингу улюблених EP, випущених у 1992 році, Downsided має номер 23, а в рейтингу улюблених EP всіх часів — номер 408 з оцінкою 3.66/5 після 635 оцінювань.

## Дискографія
- Common Senseless (Snare Dance, 1989)
- Downsided (Slap-a-Ham Records, 1992)
- No Comment (Noise Patch, 1994)
- 87-93 (Deep Six, 1999)
- Live On KXLU 1992 (Deep Six, 2013)